# U 51
U 51 byla německá ponorka typu VIIB postavená před druhou světovou válkou pro německé válečné námořnictvo. Do služby byla zařazena 6. srpna 1939 a zařazena do 7. ponorkové flotily pod velením Ernst-Güntera Heinickeho.

## Konstrukce
Německé ponorce typu VIIB předcházely kratší ponorky typu VIIA. U 51 měla výtlak 753 tun při plavbě na hladině a 857 tun při plavbě pod hladinou. Měla délku 66,50 m, šířku 6,20 m, výšku 9,50 m a ponor 4,74 m. Pohon zajišťovaly dva čtyřtaktní šestiválcové diesel motory Germaniawerft F46 o výkonu 2 800 až 3 200 PS při plavbě na hladině a dva elektrické motory AEG GU 460/8-276 s výkonem 750 PS při plavbě pod hladinou. Byla vybavena dvěma hřídeli a dvěma 1,23 m lodními šrouby. U 51 mohla operovat v hloubce až 230 metrů.
U 51 dosáhla maximální rychlosti na hladině 17,9 uzlů (33,2 km/h) a 8 uzlů (15 km/h) při plavbě pod hladinou. Operační dosah činil 90 nm (170 km) při rychlosti čtyř uzlů (7,4 km/h) pod hladinou moře a 8 700 nm (16 100 km) při rychlosti 10 uzlů (19 km/h).
Ve výzbroji U 51 bylo pět torpédometů ráže 533 mm (4 na přídi a 1 na zádi), námořní rychlopalný kanón 8,8 cm SK C/35 a jeden 20 mm protiletadlový kanón.
Posádku tvořilo čtyřicet čtyři až šedesát mužů.

## Historie služby
Ponorka U 51 byla objednána 21. listopadu 1936 v loděnicích Friedrich Krupp Germaniawerft AG v Kielu pod výrobním číslem 586. Výroba byla zahájena 26. února 1937 a na vodu byla spuštěna 11. června 1938. Do služby byla zařazena 6. června 1938 pod velením námořního kapitána (Kptlt.) Ernst-Günthera Heinickeho.
V období od 6. června 1938 do 31. prosince 1939 byla zařazena do výcvikové ponorkové flotily Wegener v Kiel. Po reorganizaci flotily byla zařazena od 1. ledna 1940 do 20. srpna 1940 jako bojová ponorka 7. ponorkové flotily v Kielu pod vedením Kptlt. Dietricha Knorra.
V období 1. ledna 1939 až 6. dubna 1940 ponorka U 51 vyplula na čtyři bojové plavby, včetně jedné vlčí smečky, při nich potopila šest lodí o celkové tonáži 31 020 BRT včetně  britské pomocné ponorky o celkové tonáži 4 724 BRT. Ponorka nesla znak: v kruhu stáli proti sobě dva psi. Jeden černý a druhý bílý, jejich jména byly Atje a Bambo.

### První bojová plavba
Ponorka U 51 vyplula 15. ledna 1940 na první bojovou plavbu z Kielu a vrátila se 8. února 1940 do Wilhelmshavenu. Během dvaceti dvou denní bojové plavby v severním Atlantiku byly potopeny dvě lodě o celkové tonáži 3 143 BRT.
Západně od Rockallu byla 22. ledna 1940 potopena švédská motorová loď Gothia, která vezla náklad sulfátu a papíru do Janova. Norský parník Eika byl potopen 29. ledna 1940. Jeho nákladem byla sůl, kterou převážel z Torrevieja do Ålesundu. Následně kvůli technickým problémům se musela U 51 vrátit na základnu.
| datum          | jméno  | příslušnost | tonáž [BRT] | konvoj |             | zdroj |
| -------------- | ------ | ----------- | ----------- | ------ | ----------- | ----- |
| 22. leden 1940 | Gothia | Švédsko     | 1 640       |        | torpédována | [ 5 ] |
| 29. leden 1940 | Eika   | Norsko      | 1 503       |        | torpédována | [ 5 ] |

### Druhá bojová plavba
Na druhou plavbu ponorka U 51 vyplula 11. března 1940 v 14:40 z Wilhelmshavenu a vrátila se 22. dubna 1940 do Kielu. Operační prostor byl v Severním moři u Shetlandských ostrovů a Orknejí. U Vestfjordu se zúčastnila operace Weserübung. S ponorkami Skupiny 1 se zúčastnila operace Hartmut na ochranu německých sil během invaze britských námořních sil do Norska.
Dne 19. dubna 1940 se U-51 pokusila torpédovat francouzský lehký křižník Emile Bertin, ale minula ho. Dne 21. dubna 1940 byla napadena francouzskou ponorkou Orphée, která po ní vypálila dvě torpéda. Ta však minula cíl. Během této bojové plavby nepotopila žádnou loď.

### Třetí bojová plavba
Na třetí bojovou plavbu ponorka U 51 vyplula 6. června 1940 z Kielu a zpět se vrátila 5. července 1940. Během třiceti denní plavby v operačním prostoru v Biskajského zálivu, severozápadně od mysu Finisterre, se společně s devíti dalšími ponorkami zúčastnila neúspěšně vlčí smečky. Poté se sama vydala na jihozápad od Irska, kde potopila tři lodě s celkovou tonáží 22 168 BRT. První byl potopen britský parník Windsorwood, který plul v konvoji OA-172 a převážel náklad uhlí z Tyne do Freetownu. Další potopenou lodí konvoje OA-172 byl britský tanker Saranac na cestě z Fawley do Aruby. Třetím potopeným plavidlem byla britská ponorka HMS Edgehill.
| datum           | jméno        | příslušnost | tonáž [BRT] | konvoj |             | zdroj |
| --------------- | ------------ | ----------- | ----------- | ------ | ----------- | ----- |
| 25. června 1940 | Windsorwood  | VB          | 5 395       | OA-172 | torpédována | [ 5 ] |
| 25. června 1940 | Saranac      | VB          | 12 049      | OA-172 | torpédována | [ 5 ] |
| 29. června 1940 | HMS Edgehill | VB          | 4 724       |        | torpédována | [ 5 ] |

### Čtvrtá bojová plavba
Na čtvrtou bojovou plavbu U 51 vyplula z Kielu do operačního prostoru západně od Lamanšského průlivu a do Biskajském zálivu, kde byl potopen britský tanker Sylvafield na cestě z Curaçaa přes Halifax do Glasgow s nákladem topného oleje.
| datum          | jméno      | příslušnost | tonáž [BRT] | konvoj |             | zdroj |
| -------------- | ---------- | ----------- | ----------- | ------ | ----------- | ----- |
| 15. srpna 1940 | Sylvafield | VB          | 5 709       | HX-62  | torpédována | [ 5 ] |

## Zánik
Dne 16. srpna 1940 byla U 51 napadena hlubinnými bombami hydroplánem Short Sunderland 210. letky 15. skupiny (všeobecného průzkumu) Pobřežního velitelství (RAF Coastal Command) Královského letectva (Royal Air Force). Unikající ropa a vzduchové bubliny, které stoupaly na hladinu, přesvědčily spojenecké síly, že ponorku potopily. U 51 však útok přežila i když byla těžce poškozená. O čtyři dny později ji na cestě zpět na základnu v Lorientu spatřila britská ponorka HMS Cachalot, která se vracela z oblast jižně od Penmarche, kde pokládala miny.
Ponorka U 51 byla potopena torpédem z britské ponorky HMS Cachalot v Biskajském zálivu 28. srpna 1940. Zahynulo 43 mužů, nikdo nepřežil.

## Vlčí smečka
U 51 v období 12.–17. června 1940 se zúčastnila s devíti ponorkami vlčí smečky Prien severozápadně od mysu Fisterra.

## Velitelé
22. dubna 1939 – 20. května 1940 – Kptlt. Herbert Schultze
Lt – Leutnant zur See (námořní podporučík), Oblt – Oberleutnant zur See (námořní poručík), Kptlt. – Kapitänleutnant (námořní kapitán), Kkpt – Korvettenkapitän (korvetní kapitán)